# 三毛猫ホームズの登山列車
『三毛猫ホームズの登山列車』（みけねこホームズのとざんれっしゃ）は、日本の小説家赤川次郎によって1987年に発表された三毛猫ホームズシリーズの長編推理小説である。原題は『三毛猫ホームズの登山電車』である。『騎士道』『幽霊クラブ』『歌劇場』と続いたホームズたちの（事件に巻き込まれながらの）ヨーロッパ旅行はここで終わる。

## あらすじ
ヨーロッパに観光旅行に来ている片山義太郎、晴美、石津、ホームズの一行は、スイスのユングフラウを訪れる。義太郎は、そこで、展望台から落ちそうになっていた多田靖子という女性を救った。彼女の姉は自殺しており、それを落ち込んでいた彼女を慰めるために、彼女の知り合いで、義太郎のおばである児島光枝が靖子を誘ったのだった。だが、靖子は、スイスで、姉の自殺の原因を作った男・浅井勇治を見かけてしまう。
一方、浅井は妻・実穂と新婚旅行に来ているが、その実穂のもとに元婚約者の男が押しかけてくる。さらには東京で実穂の父親・水田雄一郎の毒殺死体が地下室から発見され、その容疑者がスイスに来ているとの情報が片山のもとに飛び込んできた。さまざまな思惑がスイスの地で錯綜する中、事件は起こる…。

## 主な登場人物
- 片山義太郎 - 警視庁捜査一課のダメ刑事
- 片山晴美 - 義太郎の妹
- 石津刑事 - 晴美に恋をする猫嫌いの刑事
- ホームズ - 三毛猫

## 書誌情報
- 『三毛猫ホームズの登山列車』（光文社カッパノベルス、1987年11月25日） ISBN 4-334-02731-8
- 『三毛猫ホームズの登山列車』（光文社光文社文庫、1990年12月20日） ISBN 4-334-71236-3
- 『三毛猫ホームズの登山列車』（角川書店角川文庫、1991年12月10日） ISBN 4-04-149794-9
- 『三毛猫ホームズの登山列車 新装版』（光文社光文社文庫、2016年10月12日） ISBN 978-4-334-77368-7